# Port Arthur, Duluth and Western Railway
Le Port Arthur, Duluth et Western Railway (PADW) est un chemin de fer canadien disparu, qui opérait dans le Nord-Ouest de l'Ontario.

## Histoire

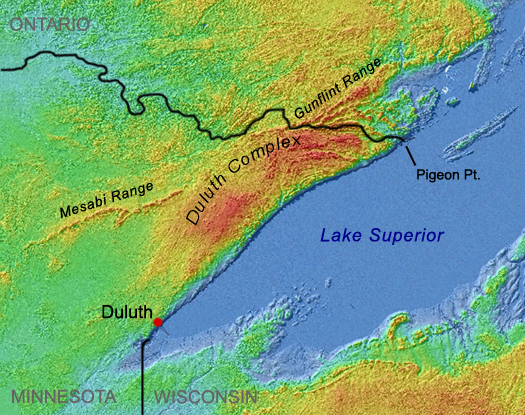
Carte montrant la frontière entre l'Ontario et le Minnesota. Le Gunflint Range se voit, ainsi que le Mesabi Range.

Le PADW est construit en 1889 par des investisseurs intéressés par l'exploitation des richesses minéraux et forestières de la vallée de la rivière Whitefish, du Silver Mountain Range et au-delà dans le Gunflint Range. Le chemin de fer est incorporé en 1883 comme la Thunder Bay Colonization Railway Company et promu pendant le boom de l'exploitation minière d'argent de Thunder Bay des années 1880. Le PADW voulait desservir la région minière au sud-ouest de 
Port Arthur et exploiter les gisements de minerai de fer du Mesabi Range au nord du Minnesota.
La ligne est rebaptisée Port Arthur, Duluth et Western Railway Company en 1887. Le PADW est financé principalement par des subventions et des émissions obligataires. À son achèvement, en 1893, le PADW se dirige, sur environ 130 km, de Port Arthur à son terminus canadien au Gunflint Lake, un prolongement de 10 km permet de rejoindre le Minnesota.
En 1899 la ligne est rachetée par la Canadian Northern Railway.
Le PADW est fermé par sections, la fermeture totale de la ligne ayant lieu en 1938.